# Чан, Джейси
Джейси Чан (кит. трад. 房祖名; англ. Jaycee Chan) — гонконгский и американский музыкант и киноактёр. В 2004 году в Гонконге он выпустил свой первый альбом на севернокитайском языке. Является сыном знаменитого гонконгского актёра Джеки Чана и тайваньской актрисы Джоан Лин. Исполняет песни на севернокитайском языке и кантонском диалекте.
Представитель компаний «Kangta Shoes», «Cardanro» и «Coca Cola» (Азия) (вместе с Джои Юнг).

## Биография
Джейси Чан родился 3 декабря 1982 года в Лос-Анджелесе через день после регистрации брака родителей. В автобиографии Джеки Чан написал, что Джейси родился в 1984 году, а его родители поженились в 1983. С другой стороны, официальный сайт Джеки подтверждает что он родился в 1982. Рос в США, где окончил школу Санта-Моники, а затем поступил в Колледж Вильгельма и Марии, однако, проучился в нём всего два семестра. Его больше тянуло к роскошным автомобилям и ночной жизни, он заявил что покинул школу, потому что «Все что вы можете увидеть в Вирджинии это овцы».
В Лос-Анджелесе изучал актёрское мастерство и танцы, также учился играть на классической гитаре. С 15 до 16 лет в Гонконге изучал игру на электрогитаре.

### Карьера
Покинув школу Джейси переехал в Гонконг в 2003 году. Он сочинил музыку и написал тексты для 10 из 13 треков на своём первом CD «Jaycee» (2004). Его дебютным фильмом стал «Хроники Хуаду: Лезвие розы», в котором у его отца было небольшое камео. Вторая роль Джейси — романтический фильм «Юные», в котором он снялся совместно с гонконгской певицей Фионой Сит. Они снова снялись вместе в картине 2010 года «Клуб расставаний». В 2007 году Джейси снялся вместе с Николасом Се и Шоном Юе в боевике Бенни Чана «Неуязвимая мишень».
Несмотря на мощное продвижение и полученные награды, его фильмы и альбомы продавались плохо. Фильм «Двойные неприятности» собрал 9 тысяч долларов в Гонконге, став одним из самых больших кассовых провалов в истории.
В начале 2009 года китайские веб-сайты сообщили что Джейси отказался от американского гражданства в пользу китайского (резидент Гонконга).
Он озвучил молодого Мастера обезьяну (в оригинальном мультфильме более взрослого Мастера обезьяну озвучил его отец) в мультфильме «Секреты неистовой пятёрки», также он озвучил Журавля в кантонской версии мультфильмов «Кунг-фу панда» и «Кунг-фу панда 2».
В 2011 году Джейси снялся вместе с отцом в его сотом фильме «Падение последней империи».
В новом фильме Джейси «Кто угодно» (2012) для привлечения зрителей не только из Китая снялись также корейская актриса Чан На-ра и актриса из Сингапура Фэнн Вонг. Фильм был задуман как сатира на жизнь Джейси как плэйбоя у которого известный отец. Но фильм стал кассовым провалом, не войдя даже в десятку лидеров проката, несмотря на правительственное распоряжение, требующее показывать его в половине отечественных кинозалов. Студия приняла решение отказаться от проката в Гонконге и Тайване.
Прежде чем его арестовали в августе 2014 года, он успел сняться в фильме «И сошёл монах с гор», но не был указан в титрах по причине ареста.
В 2015 году Джеки Чан заявил что его сын проявил интерес к написанию сценария для продолжения фильма «Доспехи Бога 3: Миссия Зодиак» и они будут работать вместе «если это будет правильно».

### Отношения с отцом
Во время церемонии награждения в Пекине в апреле 2011 года, Джеки заявил, что пожертвует половину своих денег на благотворительность после своей смерти, вместо того чтобы оставить их сыну. Он объяснил это так: «Если он способен на что-то, то может заработать сам, ну а если не сможет — будет впустую тратить мои деньги».
Сообщалось, что он и его отец, Джеки Чан, имеют отчуждённые отношения друг с другом. Однако, отсидев полгода в тюрьме, Джейси наконец-то встретился со своим отцом на Тайване в первый раз после освобождения. Они кажется примирились: «Я не видел его слишком долго. Я чувствую, что он повзрослел на этот раз.» — сказал Джеки. — Мы не говорили о печальном. Это была семейная беседа. Мы говорили всю ночь и не спали." Также Джеки подстриг сына после его освобождения.

### Проблемы с законом
18 августа 2014 года появились сообщения что Джейси был арестован 14 августа полицией Пекина по обвинению в хранении наркотиков вместе с тайваньским актёром Кай Ко. Полиция нашла больше 100 граммов марихуаны после обыска в квартире Джейси. В то время как Ко грозил всего лишь административный арест на 15 суток, Джейси столкнулся с уголовным обвинением и возможным приговором вплоть до смертной казни или трёхлетнего заключения за организацию наркопритона. Джейси Чан, отец которого получил от китайской полиции в 2009 году почётное звание «посла по борьбе с наркотиками», признался в употреблении наркотиков на протяжении уже восьми лет. Позже Джеки Чан принёс публичные извинения за своего сына.
Свой 32-й день рождения Чан встретил находясь под арестом, его мать рассказала что он раскаялся и начал новую жизнь, взял больше сотни книг для чтения с тех пор как был задержан. Судебный процесс начался 9 января 2015 года после 148 дней проведённых им под стражей. Джейси приговорили к шести месяцам тюремного заключения и штрафу в 2000 юаней. Чан признался в нарушении закона и что он должен быть наказан за свои действия, добавив что не повторит этого снова. Его родители не присутствовали на суде, хотя Джеки был тогда в Пекине по имеющимся данным. Джеки Чан неоднократно говорил, что не будет использовать свои связи для смягчения приговора своему сыну.
Позже выяснилось, что во время своего задержания, Чан написал трёхстраничное письмо с раскаяниями своей матери, в котором пообещал не повторять своих ошибок в будущем.
Чан был освобождён из тюрьмы 13 февраля. На следующий день он провёл пресс-конференцию в Пекине, на которой принёс публичное извинение и сказал, что у него нет оправдания своему нарушению закона. Его арест негативно повлиял на общество, принёс разочарование своим поклонникам, а также причинил убытки всем, кто с ним работал. В своей речи Джейси пообещал впредь быть законопослушным гражданином, отметил, что планирует продолжить работу в индустрии развлечений и больше сосредоточен на проведении наступающего китайского Нового года со своими родителями. Он заявил что жизнь в заключении была суровой и что его отец не использовал какие-либо связи чтобы смягчить его приговор. Он отвесил глубокий поклон перед своей речью и в её конце.

## Фильмография
| Год  |    | Русское название           | Оригинальное название       | Роль               |
| ---- | -- | -------------------------- | --------------------------- | ------------------ |
| 2004 | ф  | Хроники Хуаду: Лезвие розы | 千機變II: 花都大戰          | «Угольная голова»  |
| 2005 | ф  | Юные                       | 早熟                        | Ка Фу              |
| 2006 | ф  | МакДулл – выпускник        | 春田花花同學會              | офисный работник   |
| 2006 | ф  | Небесные короли            | 四大天王                    | в роли самого себя |
| 2007 | ф  | И солнце снова взойдёт     | 太陽照常升起                | сын                |
| 2007 | ф  | Неуязвимая мишень          | 男兒本色                    | офицер Вэй Кинг Хо |
| 2007 | ф  | Барабанщик                 | 戰鼓                        | Сид                |
| 2008 | ф  | PK.COM.CN                  | 誰說青春不能錯              | Чжан Веньли        |
| 2008 | мф | Кунг-фу Панда              | Kung-Fu Panda               | Журавль            |
| 2008 | мф | Секреты неистовой пятёрки  | Secrets of the Furious Five | Мастер Обезьяна    |
| 2009 | ф  | В погоне за тенью          | 追影                        | лорд Сюй           |
| 2009 | ф  | Мулан                      | 花木蘭                      | Фей «Тигр» Сяо Ху  |
| 2010 | ф  | Клуб расставаний           | 分手說愛你                  | Джо Чан            |
| 2011 | ф  | Падение последней империи  | 辛亥革命                    | Чжан Чженьу        |
| 2011 | мф | Кунг-фу Панда 2            | Kung-Fu Panda 2             | Журавль            |
| 2011 | ф  | Приключения Ли             | 李獻計歷險記                | Ли Сиань Джи       |
| 2011 | ф  | Восток против Запада       | 東成西就2011                | Бинг               |
| 2012 | ф  | Её отец, его отец          | 春暖花開                    |                    |
| 2012 | ф  | Двойные неприятности       | 寶島雙雄                    | Джей               |
| 2012 | ф  | Кто угодно                 | 愛誰誰                      |                    |
| 2012 | ф  | Хризантема для зверя       | 給野獸獻花                  |                    |
| 2013 | ф  | Идеальный город            | 一座城池                    |                    |
| 2013 | ф  | Экшн, Мати                 | 變身                        | камео              |
| 2013 | ф  | Словами любви              | 意外的戀愛時光              | Чжоу Тун           |
| 2015 | ф  | И сошёл монах с гор        | 道士下山                    | Пен Гызы           |
| 2016 | ф  | Железнодорожные тигры      | 铁道飞虎                    | Жуй Гэ             |

## Дискография
| Дата релиза | Название альбома           | Трек-лист |
| ----------- | -------------------------- | --- |
| 2004        | Jaycee                     | 1. «Computer Data» 2. «Walking and Singing» (MV) 3. «The Most Touching Song» (MV) 4. «Jaycee» 5. «Walking and Singing» 6. «The Most Touching Song» 7. «Human» 8. «8 Months in One Year» 9. «Agree» 10. «I Still Love You» 11. «Man-made Wall» 12. «Be Strong» 13. «Hold On JC said» 14. «JC’s Berp» 15. «Saturday Night» 16. «Little Boy» 17. «Angel» 18. «Jaycee Intro» 19. «Am I Weird?» 20. «Be Strong» (Demo) 21. «Saturday Night with Mom» 22. «I Still Love You» (Demo 1) 23. «I Still Love You» (Demo 2) |
| Дата релиза | Название альбома           | Трек-лист |
| 2008        | Safe Journey (мини-альбом) | 1. «Safe Journey» |
| Дата релиза | Название альбома           | Трек-лист |
| 2010        | Chaos                      | 1. «WEIRD ME» 2. «Like it’s Nothing» 3. «Lost» 4. «Loyal» 5. «Tired» 6. «Fake Actions» 7. «Nice to Meet You» 8. «My Liver» 9. «Best of Me» 10. «Two People» 11. «Soulmates» 12. «Safe Journey» (на мандаринском) 13. «Don’t Give Up» 14. «Next Time We Meet» 15. «Unknowingly» 16. «Bright Way» 17. «Safe Journey» (Пианино) 18. «Have a Nice Trip» |